# Béatrice et Bénédict
Béatrice et Bénédict (deutscher Titel: Béatrice und Bénédict) ist eine Opéra-comique in zwei Akten des Komponisten Hector Berlioz; sie entstand als Opus 27 zwischen 1860 und 1862. Das Libretto, frei nach William Shakespeares Viel Lärm um nichts verfasste der Komponist selbst.

## Handlung

### Erster Akt – Im Park
Als Sieger kehrt Don Pédro aus der Schlacht zurück und wird von Léonato, Héro und Béatrice mit Jubel empfangen. Héro, verliebt in Claudio, begrüßt diesen ebenso begeistert. Als Höhepunkt der Willkommensfeier für Don Pédro sollen sich Héro und Claudio das Ja-Wort geben.
Bénédict soll ebenfalls heiraten, weist aber dieses Ansinnen weit von sich. Don Pédro erlaubt sich, zusammen mit Léonato und Claudio, nun den Spaß, Bénédict einzureden, dass Béatrice ihn heimlich liebe. Auf Wunsch Don Pédros lassen Héro und Ursule auch Béatrice glauben, Bénédict sei in sie verliebt. Plötzlich wandelt sich die Einstellung der beiden und sie schwärmen ebenso fest von der Heirat wie sie diese vorher ablehnten.

### Zweiter Akt – Festsaal
Héro wird als Braut geschmückt und in die Kirche geführt. Als alle Anwesenden zur Trauung geeilt sind, bleiben Béatrice und Bénédict allein im Festsaal zurück. Sie fassen sich Mut und sprechen sich aus. Nach der kirchlichen Zeremonie kommen alle, angeführt von Héro und Claudio, zurück in den Saal. Das Brautpaar tritt vor Don Pédro und unterzeichnet den Ehevertrag.
Da treten Béatrice und Bénédict ebenfalls vor Don Pédro, erklären sich und unterzeichnen ebenfalls ihren Ehevertrag. Unter allgemeinem Jubel aller Anwesenden fällt der Vorhang.

## Orchester
Die Orchesterbesetzung der Oper enthält die folgenden Instrumente:
- Holzbläser: zwei Flöten (2. auch Piccolo), zwei Oboen (2. auch Englischhorn), zwei Klarinetten, zwei Fagotte
- Blechbläser: vier Hörner, zwei Trompeten, zwei Pistons (2. ad lib.), drei Posaunen
- Pauken
- zwei Harfen
- Streicher
- Bühnenmusik auf der Szene: zwei Oboen, zwei Fagotte, Tamburine
- Bühnenmusik hinter der Szene: zwei Trompeten, Piston, Schlagzeug (auf den Tisch geschlagene Gläser, große Trommel, Becken, Tamburin), Gitarren

## Werkgeschichte
Hector Berlioz weilte ab 1853 mehrfach in Baden-Baden, um die dortigen Sommerfestivals zu dirigieren. Der Spielbankpächter Edouard Bénazet beauftragte ihn 1858, ein Werk für die Eröffnung des neuen Theaters zu komponieren. Die Uraufführung am 9. August 1862 (in französischer Sprache) dirigierte Berlioz selbst. Die Titelrollen sangen die Pariser Opernstars Anne Charton-Demeur und Achille-Félix Montaubry. Die Aufführung war ein großer Erfolg. Zu den Premierengästen zählten Georges Bizet, Charles Gounod und Ernest Reyer.
Der Schriftsteller Richard Pohl übersetzte das Stück und so konnte bereits im darauffolgenden Jahr, am 8. April, am Hoftheater zu Weimar eine deutsche Version zur Aufführung gebracht werden.
1912 schufen Josef Stránský und Wilhelm Kleefeld eine Neufassung, welche dann 1913 am Neuen Theater in Leipzig aufgeführt werden konnte.